# تشانسلر وليامز
تشانسلر وليامز (بالإنجليزية: Chancellor Williams)‏ هو عالم اجتماع ومؤرخ وكاتب أمريكي، ولد في 22 ديسمبر 1893 في كارولاينا الجنوبية في الولايات المتحدة، وتوفي في 7 ديسمبر 1992 في واشنطن العاصمة في الولايات المتحدة.